# Список умерших в 1294 году

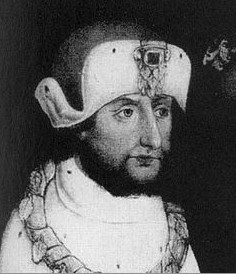
Людвиг II Строгий

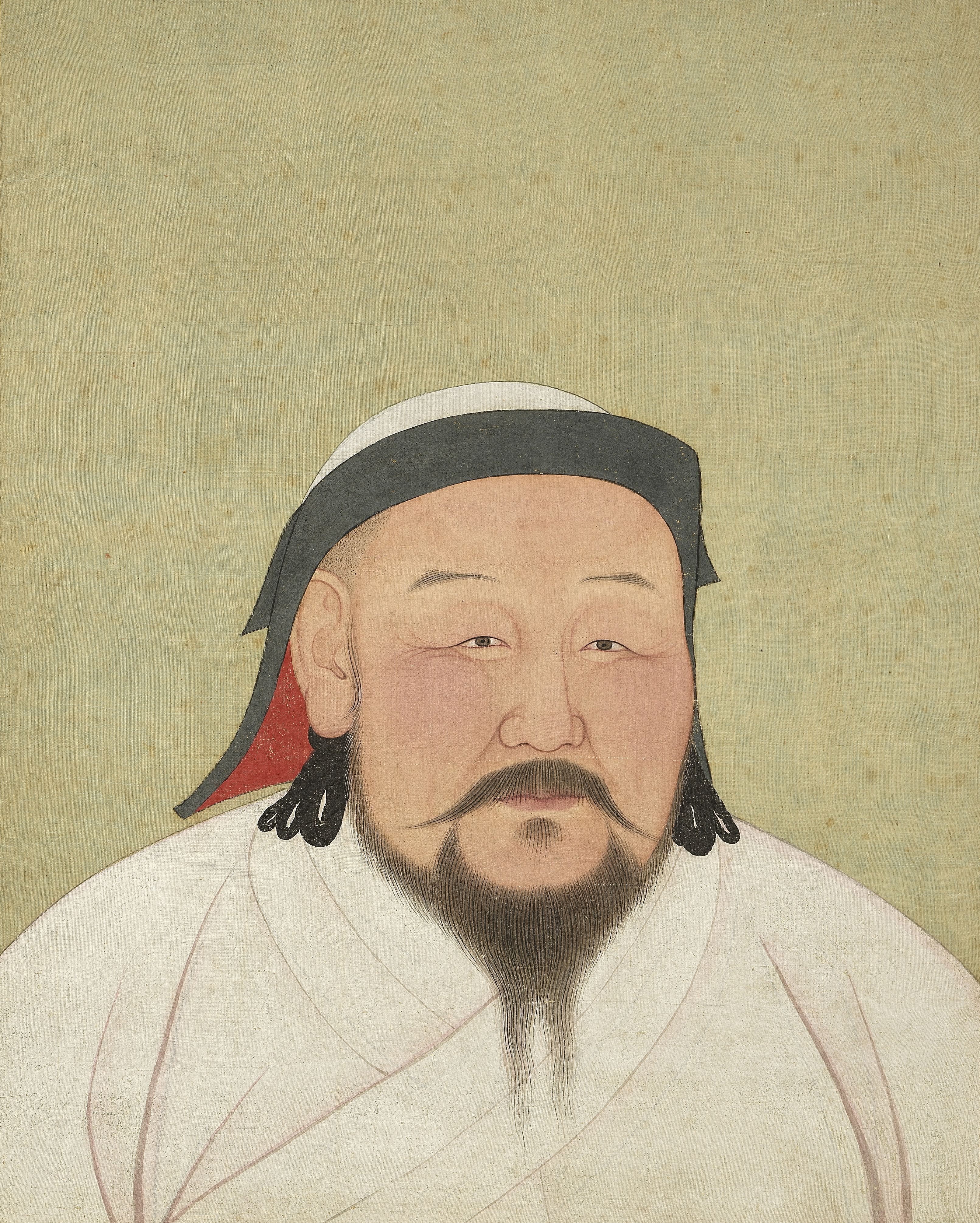
Хубилай

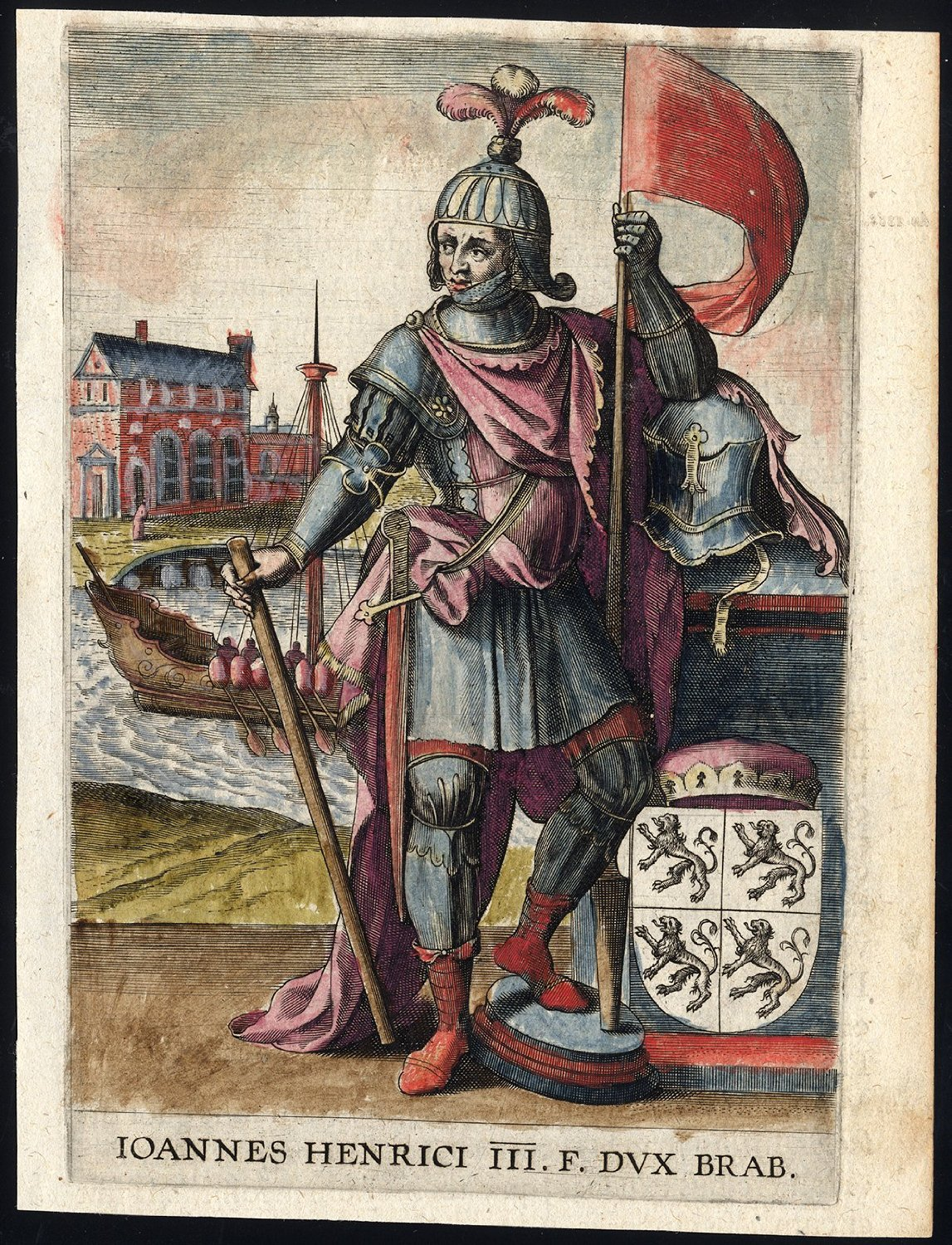
Жан I Победитель

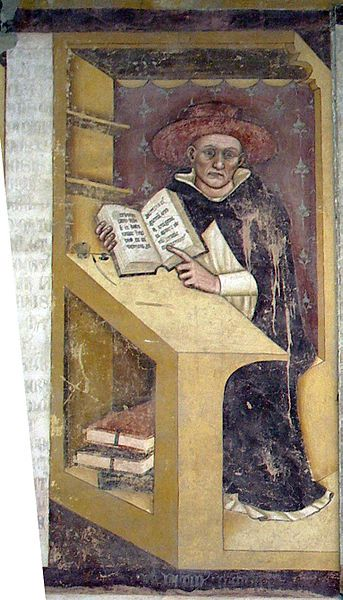
Латино Малабранка Орсини

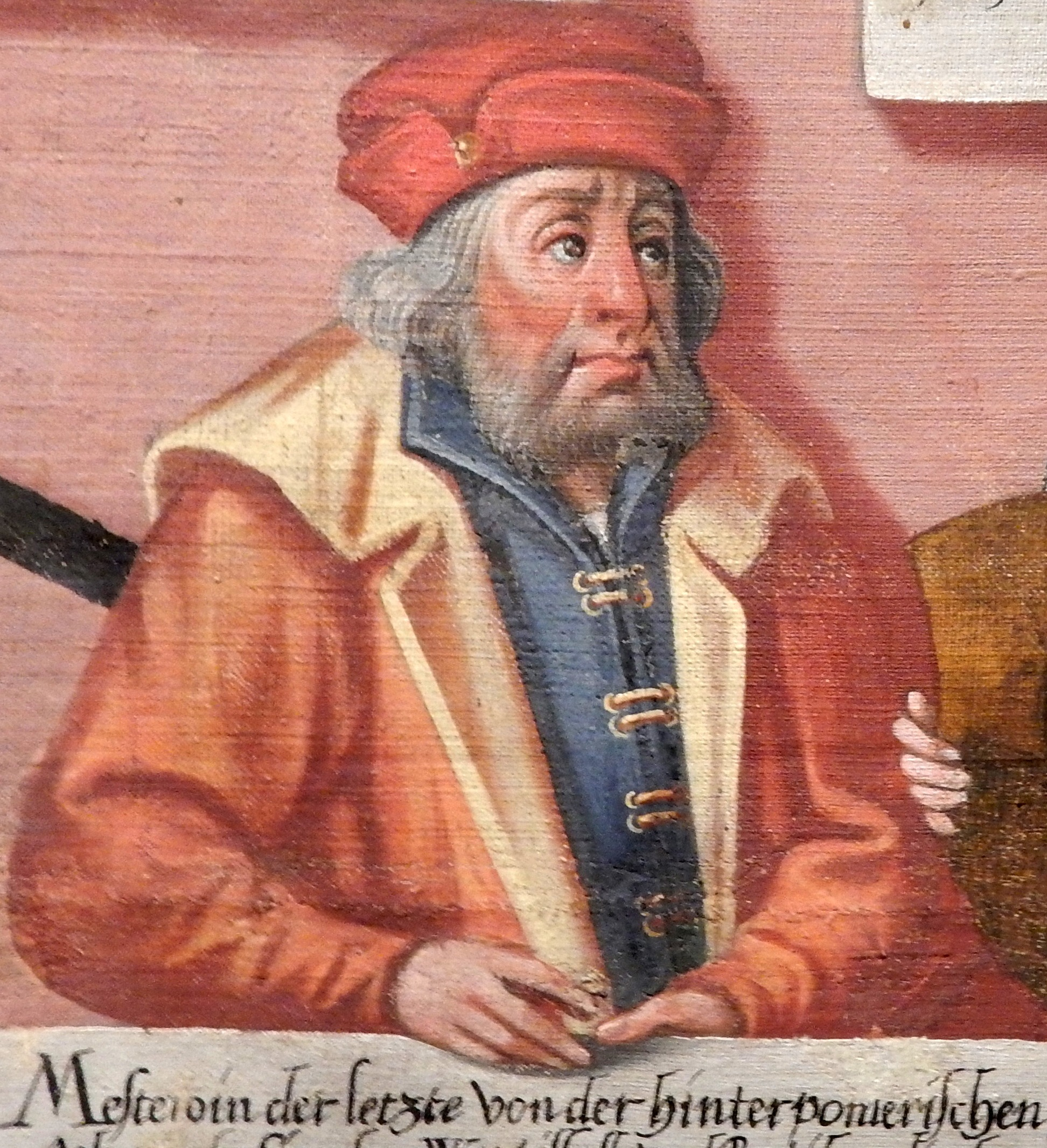
Мстивой II

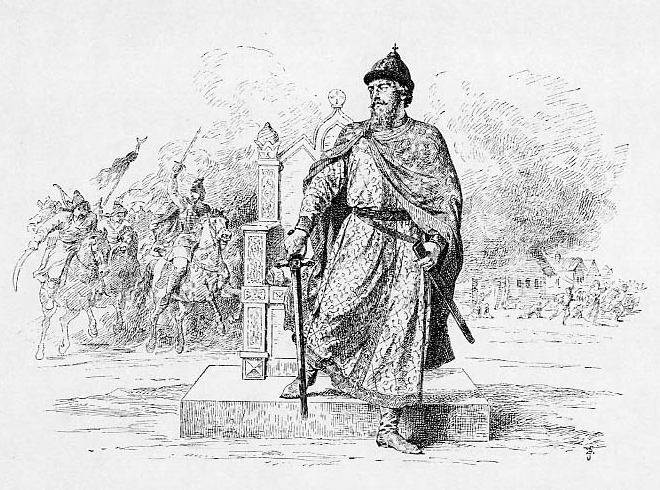
Дмитрий Александрович

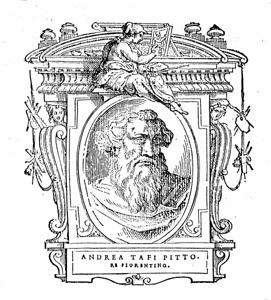
Андреа Тафи

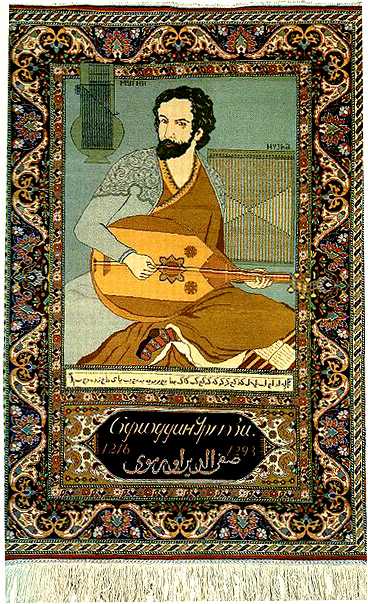
Сафиаддин Урмави

В этой статье представлен список известных людей, умерших в 1294 году.
См. также: Категория:Умершие в 1294 году

## Февраль
- 2 февраля — Людвиг II Строгий (64) — герцог Баварии (1253—1255), первый герцог Верхней Баварии (1255—1294), пфальцграф Рейнский (1253—1294).
- 18 февраля — Хубилай (78) — последний Великий хан Монгольской империи (1260—1271), основатель и первый император монгольского государства Юань (1271—1294)

## Апрель
- 13 апреля — Альберт Монтонский[итал.] — святой римско-католической церкви.
- 15 апреля — Жан II де Берньер[фр.] — епископ Се (1278—1294)
- Хуан Нуньес I де Лара — глава дома Лара (1275—1294)

## Май
- 3 мая — Жан I Победитель — герцог Брабанта (1267—1294), герцог Лимбурга (1288—1294), окончательно присоединивший Лимбург к Брабанту.
- 27 мая — Сибилла де Боже — графиня-консорт Савойи (1285—1294), жена Амадея V.

## Июнь
- 10 июня — Казимир II Ленчицкий — сын Казимира I Куявского, князь Бжесць-Куявский (1267—1288), князь добжиньский (1275—1288), князь ленчицкий (1288—1294)
- 12 июня — Жан II де Бриенн — граф д’Э (1260—1294)
- 28 июня — Раймон де Мевуйон[фр.] — епископ Гапа (1282—1289), архиепископ Амбрёна (1289—1294)

## Июль
- 28 июля — Жиль де Шателе[фр.] — епископ Невера (1284—1294)

## Август
- 10 августа — Латино Мелабранка Орсини — доминиканец, итальянский кардинал-епископ Остии (1278—1294), декан Коллегии кардиналов (1289—1294).
- 12 августа — Гильои де Конфланс[нем.] — князь-епископ Женевы (1287—1294)
- 21 августа — Гвиттоне д'Ареццо — итальянский поэт и религиозный проповедник, крупнейший представитель Сицилийско-тосканской школы.

## Октябрь
- 2 октября — Джон де Сэндфорд[англ.] — архиепископ Дублина (1286—1294)
- 13 октября — Франческо Рончи[итал.] — итальянский кардинал-священник Сан-Лоренцо-ин-Дамазо (1294)

## Ноябрь
- 22 ноября — Этьен де Безансон — Генеральный магистр ордена проповедников (доминиканцев) (1292—1294).

## Декабрь
- 25 декабря — Мстивой II — герцог Померелии — Свеце (ок. 1250—1271), герцог Померелии — Гданьск (1271—1294), последний независимый правитель Померелии

## Дата неизвестна или требует уточнения
- Ахситан III — Ширваншах (1283—1294)
- Бартоломей Болонский[англ.] — итальянский философ.
- Жан де Вилье, 21/22-й Великий магистр ордена госпитальеров (1284—1294), военачальник.
- Генрих фон Штретелинген, немецкий миннезингер.
- Дмитрий Александрович — князь Переяславский (1263—1294), князь Новгородский (1259—1264, 1272—1273, 1276—1281, 1283—1292), Великий князь владимирский (1276—1281, 1283—1293)
- Дмитрий Борисович — князь Ростовский (1278—1286, 1288—1294), князь Белозерский (1279—1286), Князь Углицкий (1285—1288).
- Жан Шодерон, барон Эстамиры, великий коннетабль Ахейского княжества.
- Иоганн II Фехта — архиепископ Рижский (1285—1294)
- Конрад II Черский — князь мазовецкий (1264—1275), черский (1264—1294), плоцкий (1264—1275) и сандомирский (1289)
- Брунетто Латини — флорентийский поэт, учёный, государственный деятель.
- Мухаммад аль-Бусири, суфийский поэт, принадлежащий к тарикату шазилия.
- Бартоломео ди Неокастро, сицилийский хронист, правовед, городской судья Мессины, автор «Истории Сицилии».
- Николо Поло[итал.] — итальянский купец и путешественник, отец Марко Поло.
- Николя II де Сент-Омер, сеньор половины Фив (с 1258), бальи княжества Ахайя (1287—1289).
- Раббан Саума — несторианский монах, посол на службе ильханов Ирана; единственный уроженец средневекового Китая, оставивший описание своих путешествий по Европе.
- Сафиаддин Урмави — теоретик музыки, композитор, поэт и каллиграф. Выдающийся представитель городской и придворной ирано-арабской музыки и автор музыкальных трактатов
- Соломон I — император Эфиопии (1285—1294)
- Такацукаса Канехира[англ.] — основатель японского рода Такацукаса.
- Андреа Тафи, живописец и мозаичист итальянского проторенессанса флорентийской школы.
- Уильям Д’Отременкур[англ.] — граф Салоны (1258—1294)
- Фёдор Романович — Великий князь рязанский (1270—1294)
- Чан Куанг Кхай[англ.] — вьетнамский принц и полководец
- Юсуф I[англ.] — султан Мальдивских островов (1287—1294)
- Яромар — епископ Каммина (1289—1294), принц Рюгенский.